# Atigun

La rivière Atigun est un cours d'eau d'Alaska, aux États-Unis situé dans le borough de North Slope. C'est un affluent de la rivière Sagavanirktok.

## Description
Longue de 45 milles (72 km), elle prend sa source dans les montagnes Endicott et coule en direction du nord-est  pour rejoindre la rivière Sagavanirktok à 20 milles (32 km) au sud de son confluent avec la rivière Ribdon, dans la chaîne Brooks.
Son nom eskimo a été référencé en 1956 par l'United States Geological Survey.

## Sources
- (en) « Atigun », Geographic Names Information System